# Lepidostoma ma
Lepidostoma ma is een schietmot uit de familie Lepidostomatidae. De soort komt voor in het Oriëntaals gebied.